# 1536

## Родени
- Тойотоми Хидейоши, японски военачалник
- 24 февруари – Климент VIII, римски папа

## Починали
- 7 януари – Катерина Арагонска, кралица на Англия, съпруга на Хенри VIII
- 25 февруари – Якоб Хутер, тиролски проповедник
- 12 юли – Еразъм Ротердамски, философ, теолог, филолог и хуманист
- 14 октомври – Гарсиласо де ла Вега, испански поет